# Уренгой — Петровськ — Новопсков
Уренгой – Петровськ – Новопсков – споруджена в СРСР газотранспортна система, яка забезпечувала подачу ресурсу із Західного Сибіру до газових хабів у Петровську (Саратовська область) та Новопскові (Луганська область України).
Для видачі продукції унікального Уренгойського родовища спорудили цілий ряд потужних магістральних систем, як то Уренгой – Помари – Ужгород, Уренгой – Центр та Уренгой – Новопсков. Остання транспортувала ресурс на північ Луганської області України, де він міг передаватись до газотранспортного коридору Північний Кавказ – Центр (постачання споживачів Донбасу, Передкавказзя та Закавказзя), газопроводів Новопсков – Краматорськ та Новопсков – Шебелинка. 
У 1980 – 1983 роках на дистанції довжиною 3609 км від Уренгою до Новопскова проклали чотири нитки, три з яких мали по всій протяжності діаметр 1420 мм. Четверта зберігала такий показник лише до Петровська на півночі Саратовської області (біля 3000 км від Уренгою), при цьому між Петровськом та Новопсковом існував газопровід діаметром 1200 мм. Система була розрахована на робочий тиск у 7,5 МПа. 
Від Петровська ресурс міг транспортуватись у північно-західному напрямку до Москви по завершальній частині системи Середня Азія – Центр (черги САЦ I, САЦ II), а також на північ та південь до Горького та Саратова з використанням трубопроводу Саратов – Горький. 
В межах політики Росії на прокладання експортних газопроводів в обхід України у 2010-х роках спорудили газопровід Писарівка – Анапа, який починається на трасі системи Уренгой – Петровськ – Новопсков в районі газовимірювальної станції Писарівка (Воронезька область). Він може передавати доправлений з напрямку Петровська ресурс до чорноморського узбережжя.